# 꽝투언
꽝투언(베트남어: Quang Thuận / 光順 광순 / 1460년 6월 ~ 1469년)는 베트남 후 레 왕조(後黎朝) 성종(聖宗) 레뜨타인(黎思誠)의 첫번째 연호이다.

## 개원
- 티엔흥(天興) 2년 6월 8일[1](율리우스력 1460년 6월 26일)에 연호를 꽝투언(光順)으로 개원함.[2][3]

- 꽝투언(光順) 10년 11월 16일[4](율리우스력 1469년 12월 19일)에 연호를 홍득(洪德)으로 정하고, 다음 해 1월 1일[5](율리우스력 1470년 2월 1일)에 개원함.[2][3]

## 연대 대조표
| 꽝투언 | 서기(西紀) | 간지(干支) | 명나라 연호     |
| 원년   | 1460년     | 경진(庚辰) | 천순(天順) 4년  |
| 2년    | 1461년     | 신사(辛巳) | 천순 5년        |
| 3년    | 1462년     | 임오(壬午) | 천순 6년        |
| 4년    | 1463년     | 계미(癸未) | 천순 7년        |
| 5년    | 1464년     | 갑신(甲申) | 천순 8년        |
| 6년    | 1465년     | 을유(乙酉) | 성화(成化) 원년 |
| 7년    | 1466년     | 병술(丙戌) | 성화 2년        |
| 8년    | 1467년     | 정해(丁亥) | 성화 3년        |
| 9년    | 1468년     | 무자(戊子) | 성화 4년        |
| 10년   | 1469년     | 기축(己丑) | 성화 5년        |

## 동시대 연호

### 중국
명(明)
- 천순(天順) (1457년 ~ 1464년)
- 성화(成化) (1465년 ~ 1487년)

중국(기타)
- 이첨보(李添保) 무열(武烈) (1460년)
- 유통(劉通) 덕승(德勝) (1465년 ~ 1466년)

### 일본
- 조로쿠(長祿) (1457년 ~ 1460년)
- 간쇼(寬正) (1460년 ~ 1466년)
- 분쇼(文正) (1466년 ~ 1467년)
- 오닌(應仁) (1467년 ~ 1469년)
- 분메이(文明) (1469년 ~ 1487년)

## 같이 보기
- 베트남의 연호